# Tirodi
Tirodi is een census town in het district Balaghat van de Indiase staat Madhya Pradesh. 

## Demografie
Volgens de Indiase volkstelling van 2001 wonen er 8847 mensen in Tirodi, waarvan 49% mannelijk en 51% vrouwelijk is. De plaats heeft een alfabetiseringsgraad van 65%. 